# 雷·查尔斯
雷·查尔斯（英語：Ray Charles，1930年9月23日—2004年6月10日），本名雷·查尔斯·鲁滨逊（英語：Ray Charles Robinson），美国灵魂音乐家、钢琴演奏家，是节奏布鲁斯音乐的先驅。他是第一批被列入摇滚名人堂的人物之一，《滚石杂志》亦把他列为“100个最伟大的歌手”中的第2位 （页面存档备份，存于）。法蘭克·辛納屈称他为“音乐界唯一的天才”。

## 早年生活
雷·查爾斯·魯濱遜是一名工人貝利．魯賓遜和艾瑞莎．威廉斯的兒子。其父貝利·魯賓遜是一個佃農、鐵路修理工，機械師和雜工。當時，他的母親艾瑞莎是一個十幾歲的孤兒，依靠貝利的家庭而生活；他們居住在佛羅里達的格林維爾(Greenville)，與貝利及他的妻子瑪麗·簡·魯濱遜生活在一起。那時羅賓遜一家非正式地收養了艾瑞莎（或艾莎），使她姓魯賓遜。後來艾瑞莎因貝利的醜聞而導致懷孕，她在1930年夏末離開格林維爾，與佐治亞州奧爾巴尼的家人團聚，為孩子的出生做準備。之後她和孩子回到格林維爾，她和瑪麗·簡在雷．查爾斯的成長過程中分享了她的經歷。艾瑞莎是一個虔誠的基督徒，一家人會到教堂參加禮拜。雷．查爾斯．魯濱遜深愛著他的母親，回憶他母親的毅力、自給自足和自豪，這是他生活中的指路明燈。他的父親貝利拋棄了家庭，離開格林維爾，與另一個女人結婚。
早年，查爾斯對機械表現出好奇心，經常會看到他的鄰居在他們的汽車和農用機械上工作。他對音樂的興趣是三歲時在衛理·皮特曼（Wylie Pitman）先生的紅翼咖啡館被啟發的，當時皮特曼在一部直立式鋼琴彈奏音樂，隨後他教導查爾斯如何彈奏鋼琴。查爾斯和他的母親常常光顧紅翼咖啡館，他們在紅翼咖啡廳受到歡迎，甚至在遇到財務危機時就住在那裡。皮特曼還會照顧雷的弟弟喬治，為他們的母親減輕一些負擔。但弟弟喬治四歲時卻在洗衣盆裡溺水身亡了。查爾斯大約在四歲時開始失去他的視覺，至七歲時完全失明，這顯然是他罹患青光眼的結果。

## 音樂事業
1949年4月，查爾斯和他的樂隊錄製了單曲《Confession Blues》，這成為他第一首全國熱播的歌曲，它飆升到「告示牌節奏布魯斯排行榜」第二位。雖然仍在工作，他還有為其他樂手作歌曲編排，包括Cole Porter的《Ghost of a Chance》及Dizzy Gillespie的《Emanon》。1959年查爾斯為Atlantic唱片公司發表單曲《What'd I Say》，達到他事業的頂峰，這是一首複雜的歌曲，結合了福音、爵士，布魯斯和拉丁音樂；他後來聲稱這是在俱樂部表演時創作的。隨後於1960年發表的歌曲《Georgia on My Mind》，令查爾斯得到國內的一致好評和一項葛萊美獎。作為後續的單曲《Hit the Road Jack》為查爾斯贏得另一項葛萊美獎，這是由節奏布魯斯歌手Percy Mayfield所作。

## 逝世
2003年，查爾斯曾成功接受髖關節置換手術，原本打算繼續巡迴演唱，直到他開始受其他疾病之苦而取消。2004年6月10日查爾斯在加州比華利山的寓所內逝世，家人和朋友陪伴在旁，致命原因為急性肝病，享壽七十三歲。他的葬禮於2004年6月18日，在洛杉磯的First AME教堂舉行，出席葬禮的音樂人包括小理查德、B·B·金和史提夫·汪達。

## 主要作品

### 歌曲
- I Got a Woman (1954)
- What'd I Say (1959)
- Georgia on My Mind (1960)
- Hit the Road Jack (1961)
- One Mint Julep (1961)
- Unchain My Heart (1961)
- I Can't Stop Loving You (1962)

### 電影
- Swingin' Along (1961)
- Ballad in Blue (1964)
- The Big T.N.T. Show (1966) (紀錄片)
- The Blues Brothers (1980)
- Limit Up (1989)
- Listen Up: The Lives of Quincy Jones (1990) (紀錄片)
- Love Affair (1994)
- Spy Hard (1996)
- The Extreme Adventures of Super Dave (2000)
- Blue's Big Musical Movie (2000)
- 《雷之心靈傳奇》（2004）